# Klostret Gaming

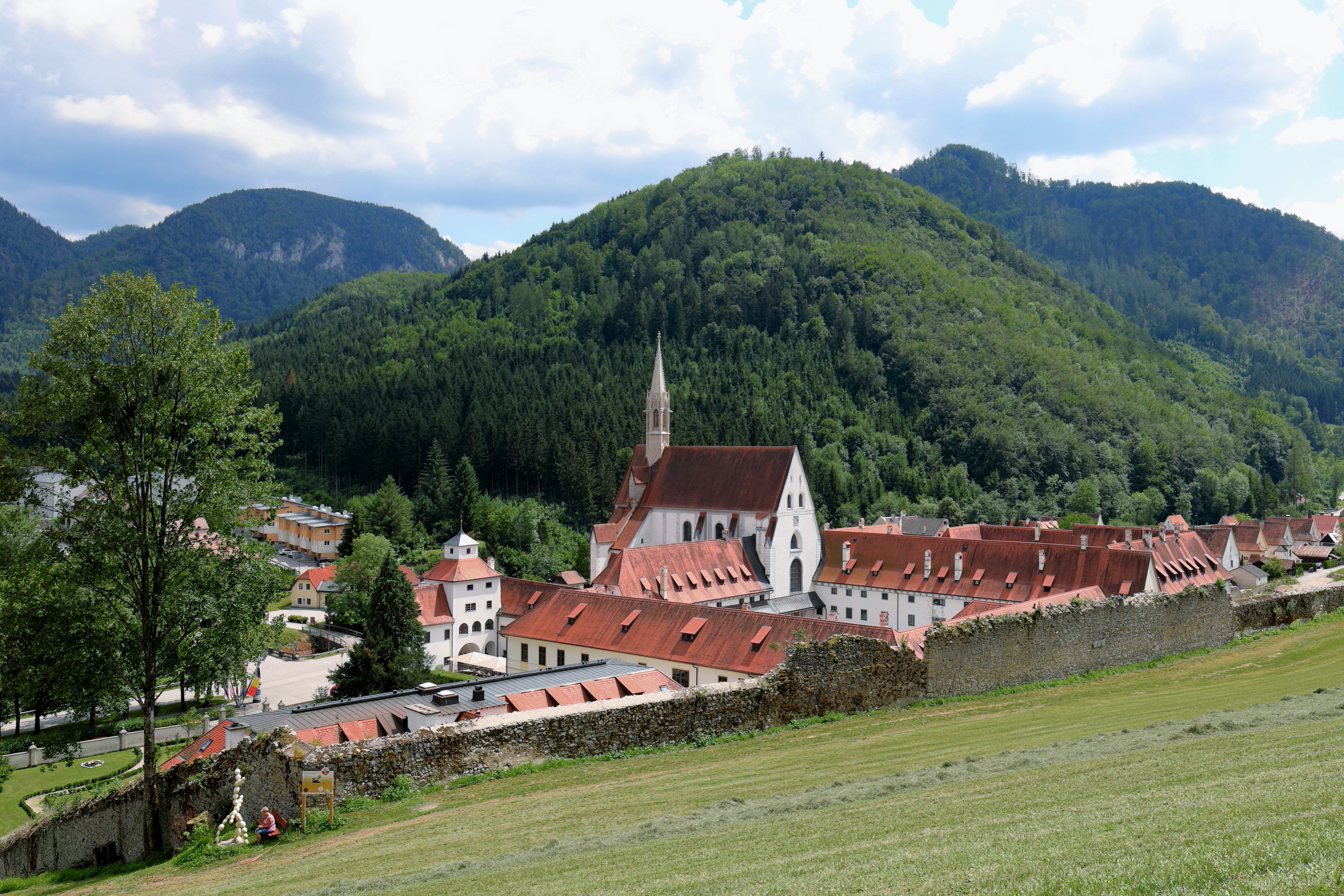
Klostret Gaming

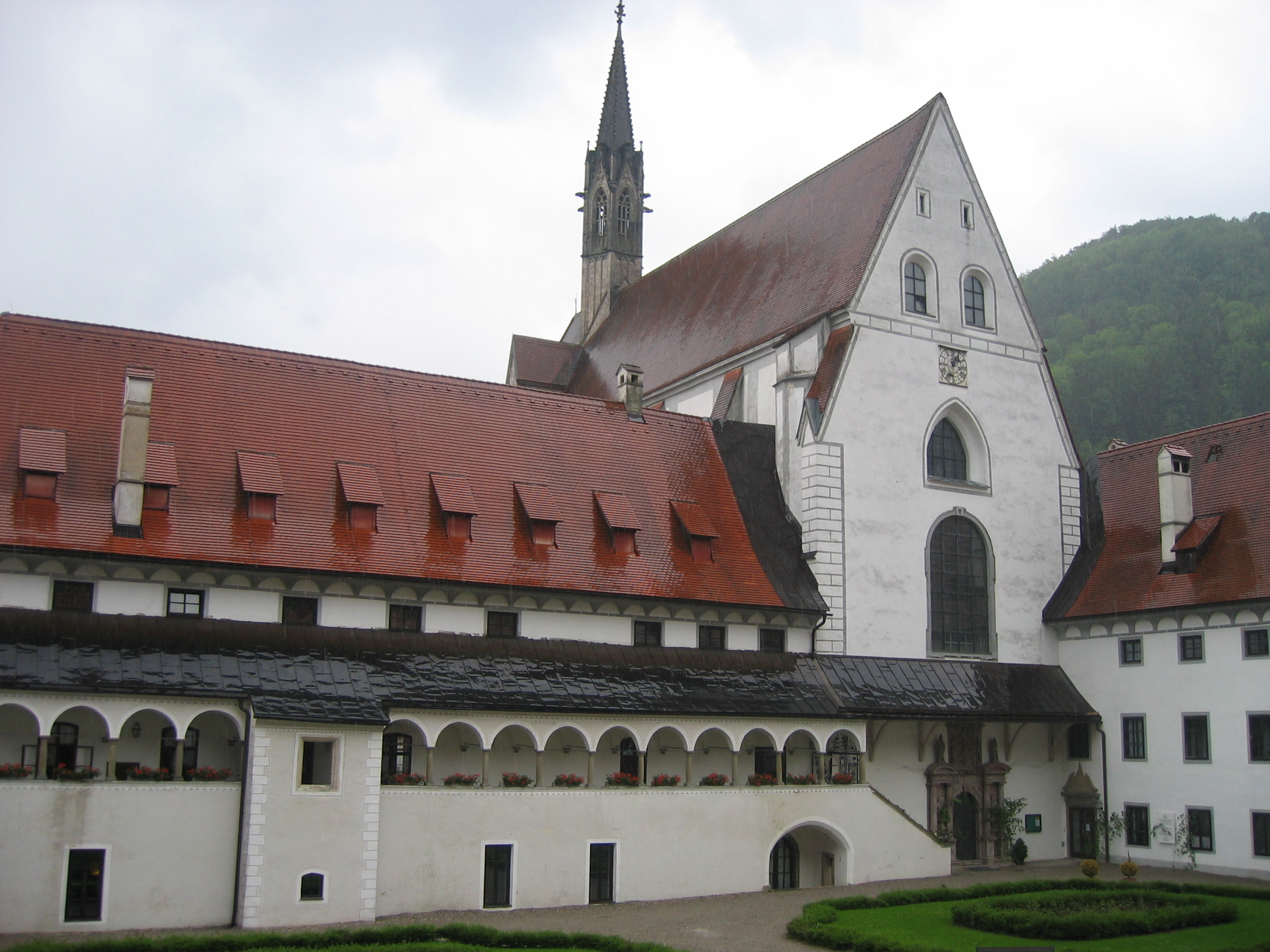
Arkadgården

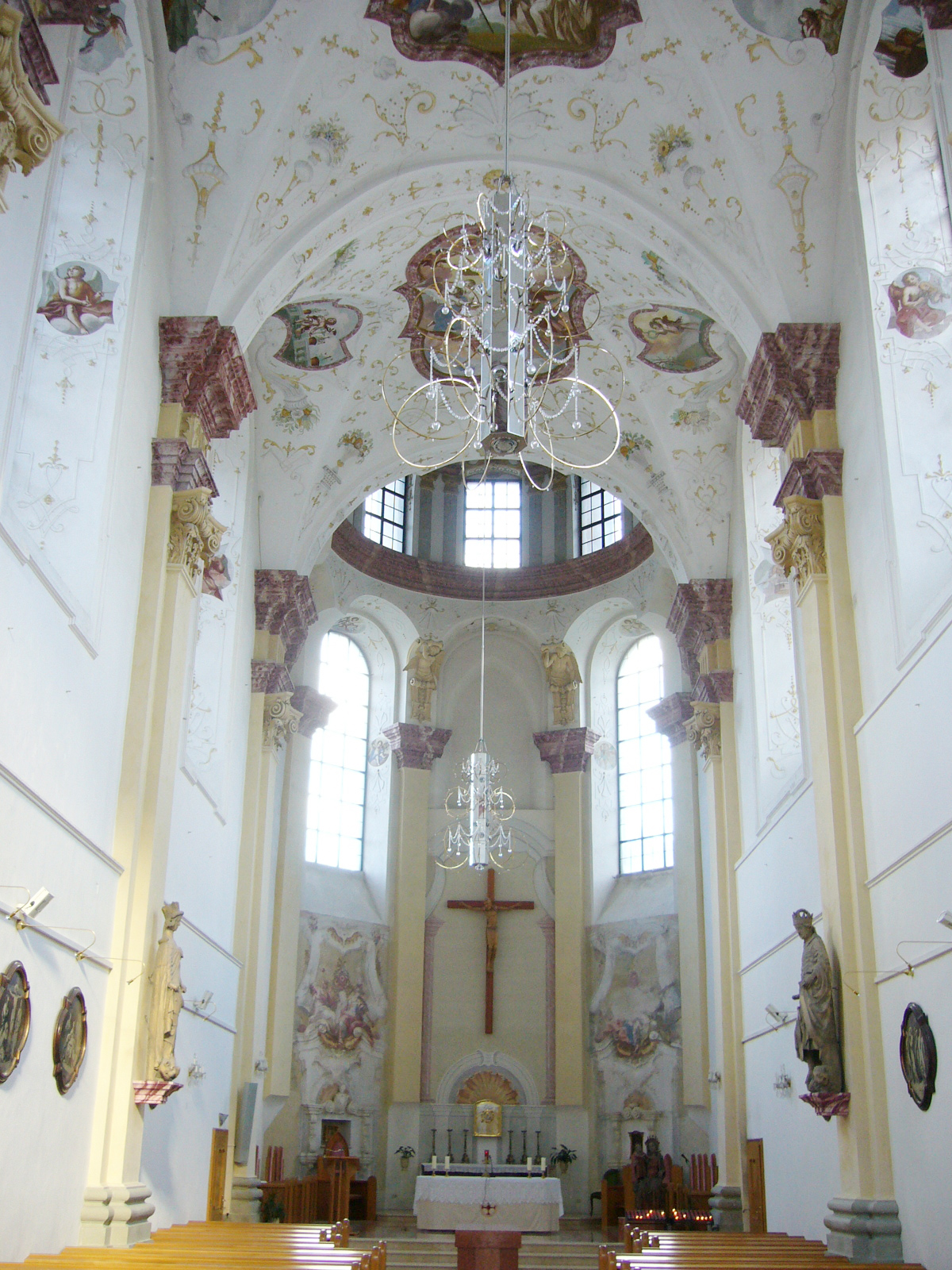
Kyrkan

Klostret Gaming är ett före detta kartusiankloster i Gaming i det österrikiska förbundslandet Niederösterreich. 
Klostret grundades av hertigen Albrekt II 1330 för att infria ett löfte som han tillsammans med sin bror avgav före slaget vid Mühldorf 1322 mot Ludvig IV. 1332 påbörjades uppförandet, 1340 invigdes kapitelsalen och 1342 kyrkan. 
Klostret försågs med stora gods, bland annat Gaming, köpingen Scheibbs och stora ägor kring Lunzersjön. Klostret fick även bergsbrukrättigheter och domsrätt. Förvaltningscentrum för klostrets världsliga välde var slottet Scheibbs. När hertig Albrekt dog 1358 gravsattes han i kosterkyrkan invid sin maka som hade dött och begravts där 7 år tidigare. Klostrets privilegier bekräftades av hans son, hertig Rudolf IV och dess son Albrekt III. 
Under 1400-talet utvecklades klostret till ett av de största kartusiankloster i världen. Nära kontakter med universitetet i Wien ledde till en blomstringstid. Inte mindre än 39 professorer tillhörde klostret Gaming. 
Under de osmanska krigen i början på 1500-talet fick klostret avträda en fjärdedel av sin förmögenhet. Dessutom förlorade klostret besittningar i Wienområdet, men själva klostret förskonades av förstörelse. Även reformationen ledde till oroligheter bland klostrets undersåtar. 
1609 till 1640 och 1702-1739  företogs en omfattande om- och tillbyggnad av klostret i barock stil. Bland annat byggdes biblioteket (1619, utvidgning på 1700-talet), en ny kyrkport uppfördes 1632 och kyrkans fresker målades 1742-46. 
I samband med Joseph IIs klosterreform upplöstes klostret Gaming 1782 och klostrets ägor drogs in av staten. Klostret förföll och 1825 såldes det till greve Albert Festetics de Tolna. 1915 köptes klostret av klostret Melk.
1983 sålde klostret Melk klosterbyggnaden Gaming till arkitekten Walter Hildebrand, som påbörjade en renovering och revitalisering. 
Idag inhyser de före detta klostret flera religiösa utbildningsinstitutioner:
- den europeiska filialen av Franciscan University of Steuberville (Ohio, USA)
- den europeiska filialen av Ave Maria University of Naples (Florida, USA)
- Language and Catechetical Institute